# Бодбійський монастир

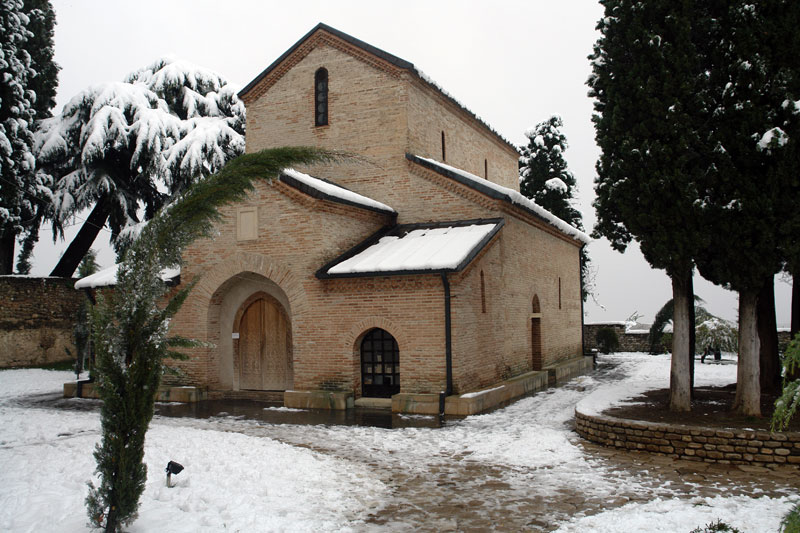
Бодбійський монастир

Бодбійський монастир — жіночий монастир Бодбійської єпархії Православної церкви Грузії, розташований за два кілометри від Сігнагі в Кахетії, Грузія.
У ньому спочивають мощі просвітительки Грузії святої рівноапостольної Ніни, яка померла там же в 347 році, на 67-му році життя, після 35-річного апостольського подвижництва.
Храмове свято відзначається 14 січня і традиційно приваблює велику кількість паломників.

## Історія монастиря
Перед своєю смертю свята Ніна пішла до містечка Бодбе і там же, прослуживши деякий час, вона померла і була похована. Незабаром на прохання царя Міріана над могилою святої Ніни був зведений храм на честь святого Георгія — небесного покровителя Грузії, а біля нього й виник монастир.
Згодом обитель стала справжнім культурним центром і центром Бодбійської єпархії. Однак справжній розквіт монастиря святої Ніни припав на XV століття. Царі Кахетинського царства завжди прихильно ставилися до обителі і навіть вибрали її як місце для коронації. Знаменно, що на коронації Теймураза I був присутній сам Аббас I, хоча це не завадило йому через кілька років розорити обитель.
На початку XVII століття монастир був розграбований саме військами перського шаха Аббаса I. Відновлював святиню цар Кахетії Теймураз I у другій половині XVII століття. З відродженням чернечого життя в Бодбі була відкрита духовна семінарія, там знаходилося одне з найбільших в Грузії сховищ релігійних книг. А в XVIII столітті в обителі було влаштовано чоловічий монастир.
У першій половині XIX ст. Бодбійську єпархію очолював духовний пастир митрополит Іоанн (в миру князь Макашвілі). При ньому в 1823 році був відреставрований і заново розписаний храм, встановлено новий іконостас, який існує й по нині. Пізніше під керівництвом архімандрита Ніколоза Микеладзе була побудована триповерхова дзвіниця .
Однак у наступні десятиліття зі скасуванням автокефалії Грузинської Церкви (в 1811 році) монастир поступово занепав. Відновлювати його почали у другій половині XIX століття. В цей час тут чимало потрудився іконописець Михайло Сабінін, ним був реконструйований храм, де зберігалися мощі св. Ніни (в 1880 році). Його невтомною діяльністю було підготовлено ґрунт для заснування тут жіночого монастиря. А в 1889 році, під час відвідування імператора Олександра III, було прийнято рішення відкрити в Бодбі жіночий монастир. Незабаром до оновленої обителі прибули перші 12 насельниць з різних обителей, була відкрита школа рукоділля та живопису.
У 1902—1906 роках настоятелькою монастиря була ігуменя Ювеналія II (в миру княжна Тамара Олександрівна Марджанішвілі, в схимі матінка Тамара, сестра відомого грузинського режисера Коте Марджанішвілі), яка згодом прославилася своєю діяльністю в Росії.
На початку XX століття число сестер досягало 300. У перший же рік існування обителі в ній була відкрита однокласна школа, яка незабаром була перетворена на двокласну, а потім на другокласну; коли в Бодбійському училищі було введено педагогічний курс, воно стало випускати вчительок для початкових шкіл.
У 1906 році за указом Імператора Миколи II обителі було присвоєно звання першокласного монастиря.

За словами сера Олівера Вордропа, який відвідав обитель в 1919 році, після відновлення автокефалії Грузинської Церкви (1918 р.), Можна уявити, яким був монастир на початку XX століття. Він захоплено писав про цей візит своїй дружині: 
 "Коли ми наблизилися до монастиря, з'явилася тріумфальна арка (з листя і квітів). Нас прийняла настоятелька (княжна Вачнадзе). Сестри монастиря були всі в чорних шатах, з високо піднятими головними уборами, дівчатка монастирської школи (всі в білих сукнях) … Священик запросив мене до невеликої церкви, побудованої вперше ще в IV столітті і провів невелику службу, молячись за раба божого Олівера, черниці ж тим часом співали. Потім настоятелька показала мені покої, де живуть дівчатка: класну, трапезну, кухню, а також кімнати, де виконувалися ручної роботи килими, вишивка, церковні ризи та ікони. Ми бачили там же великий сад при монастирі і з величезними букетами квітів, які нам подарували дівчатка, супроводжувані оплесками і криками захоплення проводжаючих, продовжили свій шлях до Сігнагі. " 
 Цей лист було передано нинішній настоятельці монастиря, ігумені Феодорі, дочкою Олівера Вордропа.
У 1924 році радянський уряд закрив монастир, з тих пір там розміщувалася лікарня. Після розпаду Радянського Союзу в 1991 році в святій обителі знову стали відроджувати церковне життя.

## Монастир сьогодні

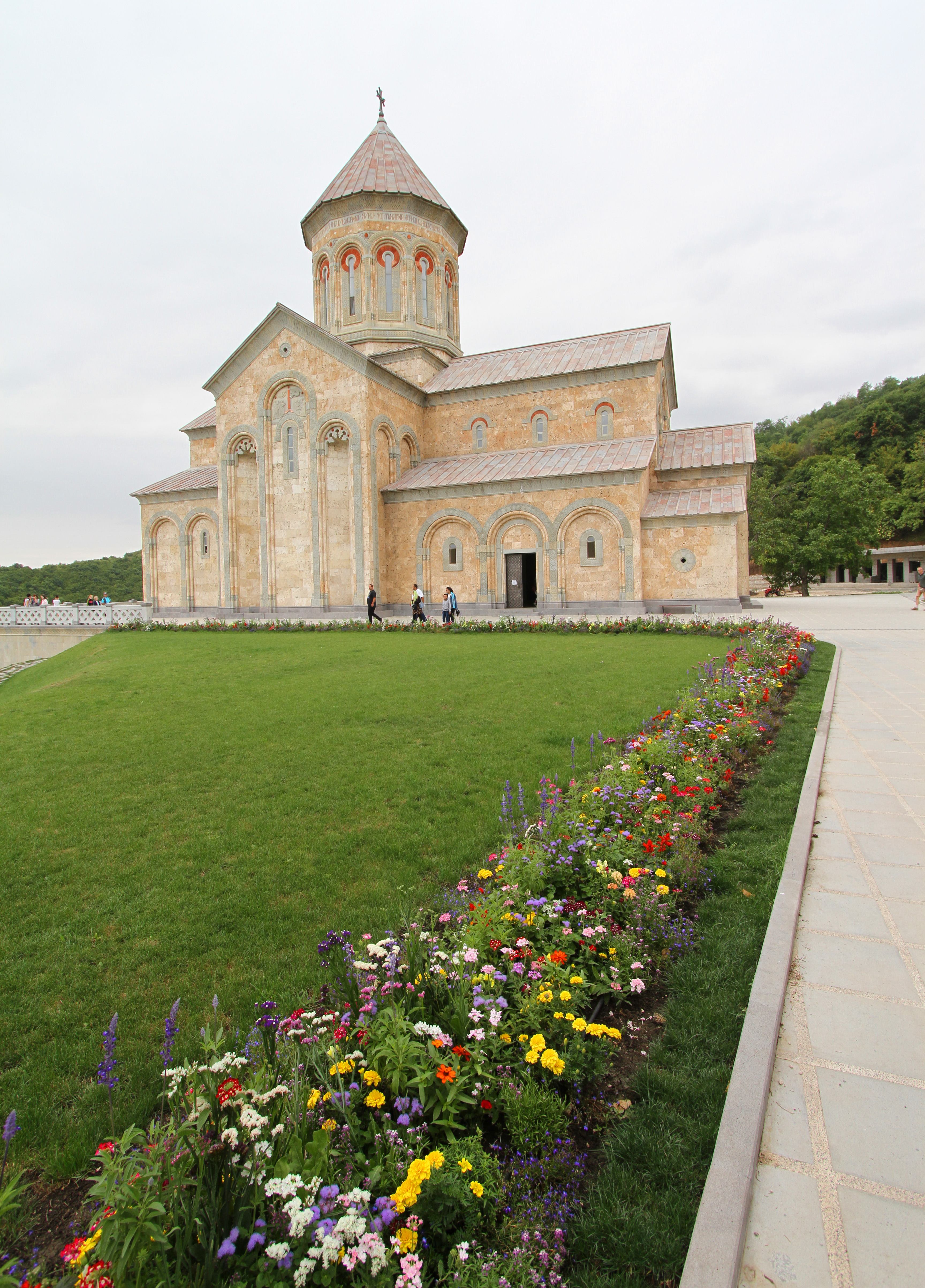
Нова церква

Спочатку побудований (IX—XI ст.) на місці поховання святої Ніни храм до наших днів не зберігся, пізніше на його місці був побудований тринефний кафедральний собор в ім'я святого Георгія, в південній прибудові якого і знаходиться національна грузинська святиня — могила св. Ніни. Окремо стоїть триповерхова дзвіниця була, яка зведена у другій половині XIX століття.
Храм також є центром Сігнаської єпархії.
Відразу за храмом є оглядовий майданчик з прекрасним видом на Алазанську долину, від неї доріжка веде вниз до джерела святої Ніни. Він знаходиться за три кілометри від обителі, під невеликим храмом Завулона і Сосани (батьків св. Ніни), який був побудований в 1990-х роках. Вважається, що джерело є цілющим. У монастиря велике підсобне господарство, діють іконописна і золотошвейні майстерні.
Визначною пам'яткою монастиря є одна з найшанованіших ікон Грузії — мироточива чудотворна Іверська ікона Божої Матері (перебуває в соборі св. Георгія). Вона зберігалася в монастирському храмі після його закриття і перетворення монастиря на лікарню, де використовувалася навіть як операційний стіл, на лику Богородиці видно сліди хірургічного скальпеля.